# Gustav Adolph von Sydow
Gustav Adolph von Sydow (* 15. Oktober 1715 in Blumberg, Kreis Randow, Pommern; † 13. Februar 1772) war ein königlich preußischer Generalmajor und Chef des Garnisonsregiments Nr.V.

## Leben

### Herkunft
Seine Eltern waren der preußische Oberstleutnants Jürgen (Georg) Heinrich von Sydow (* 1. Juni 1661; † 24. Juli 1725) Erbherr auf Blumberg, und dessen Ehefrau Freiin Eleonore von Pufendorf (* 1674; † 15. Oktober 1723) eine Tochter des Kanzlers Esaias von Pufendorf. Sein Bruder war Carl Friedrich von Sydow Landdirektor von Vorpommern.

### Militärkarriere
Er kam 1724 zur preußischen Armee. 1730 wurde er Gefreitenkorporal im Regiment Nr. 23. Am 8. Mai 1735 wurde er dort Fähnrich und am 25. Dezember 1738 Seconde-Lieutenant. Im Ersten Schlesischen Krieg kämpfte er bei Mollwitz. Am 6. Oktober 1741 wurde er Hauptmann und Kompaniechef im Garnisons-Regiment Nr. 5, dort wurde er am 9. Juli 1742 Major und am 29. Oktober 1747 Oberstleutnant. Am 10. September 1747 wurde er als Kommandeur in das Garnisons-Regiment Nr. 10 versetzt. Während des Siebenjährigen Krieges wurde er am 4. Januar 1759 Oberst und dazu am 18. Februar 1759 Chef des Garnisons-Regiments Nr. 5. Am 3. Juni 1759 erhielt er dann die Beförderung zum Generalmajor. Nach dem Krieg am 19. September 1763 wurde ihm die Demission erteilt und ab dem 30. Juni 1770 erhielt er eine Pension von 200 Talern. Er starb am 13. Februar 1772 und wurde am 17. Februar 1772 in der Garnisonkirche von Berlin beigesetzt.

### Familie
Seine erste Frau war Anna von Wulffen, von ihr ließ er sich wegen Untreue scheiden. Die Frau heiratete dann den Reiter des Kürassier-Regiments Nr. 5 Gottlieb Meyer, und nach dessen Tod den Musketier Troschkala von Infanterie-Regiment Nr. 31.
Am 5. Februar 1744 heiratete er Eva Beate von Maxen (* 18. September 1706; † 21. Juli 1779 in Schwedt) Witwe des Alexander von Schlichtig auf Cunow und hatte mehrere Kinder.